# Arthur Dreifuss

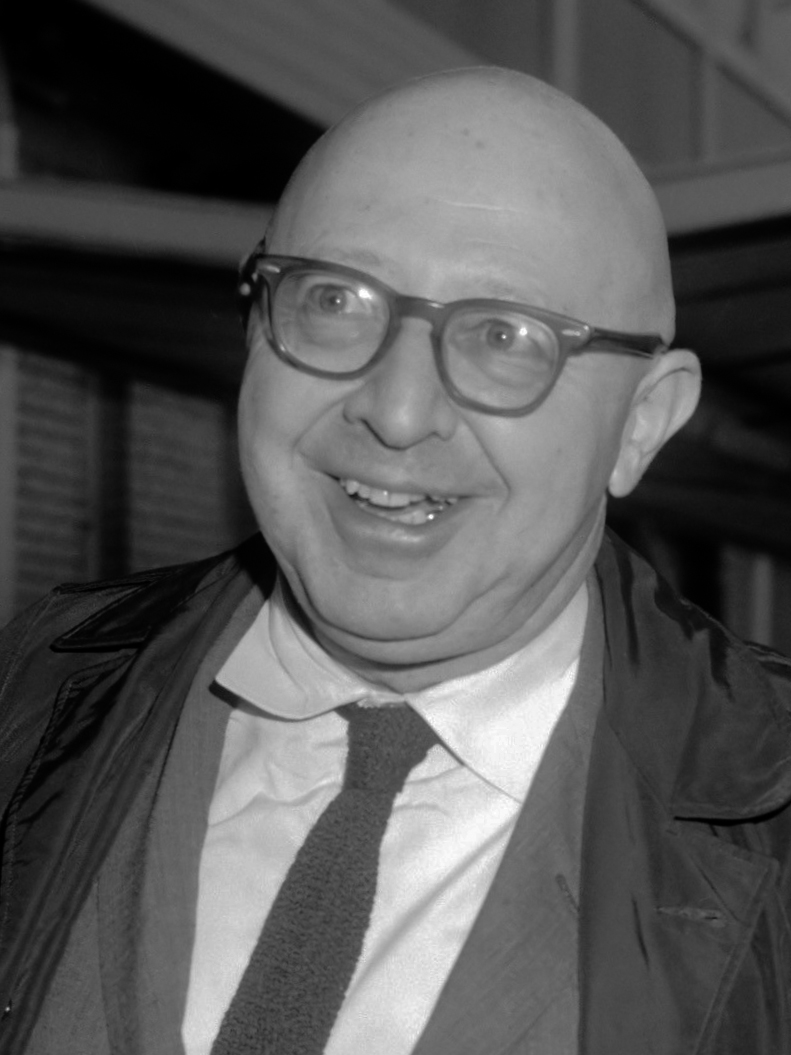
Arthur Dreifuss (1965)

Arthur Dreifuss, auch Arthur Dreyfuss (* 25. März 1908 in Frankfurt am Main, Deutschland; † 31. Dezember 1993 in Los Angeles, Kalifornien, Vereinigte Staaten), war ein deutscher Filmregisseur und -produzent sowie Drehbuchautor, der in den Vereinigten Staaten aktiv war.

## Leben
Dreifuss begann seine Karriere in Deutschland als Musicalchoreograf und -produzent. 1928 ging er nach New York City, wo er zunächst als Tanzdirektor für Low-Budget-Musicals tätig war. Mitte der 1930er Jahre begann er in Hollywood mit dem Dreh einiger Kurzfilme, in den 1940er Jahren drehte er dann sogenannte B-Movies. Seine bekannteste Spielfilmproduktion war 1962 Der Todeskandidat. Bekannt wurde er aber vor allem wegen seiner Musicalproduktionen.
Dreifuss lebte im kalifornischen Studio City und verstarb im Cedars-Sinai Medical Center. Er war verheiratet mit Ruth Dreifuss (* 1909) aus Missouri und Vater einer Tochter und eines Sohnes.

## Filmografie (Auswahl)
- 1939: Double Deal (Regie)
- 1940: Mystery in Swing (Regie und Produktion)
- 1940: Sunday Sinners (Regie)
- 1941: Reg'lar Fellers (Regie, Drehbuch und Produktion)
- 1941: Murder on Lenox Avenue (Regie und Produktion)
- 1942: Baby Face Morgan (Regie)
- 1942: The Pay Off (Regie)
- 1942: The Boss of Big Town (Regie)
- 1943: Sarong Girl (Regie)
- 1943: Melody Parade (Regie)
- 1943: Nearly Eighteen (Regie)
- 1943: Campus Rhythm (Regie)
- 1943: The Sultan's Daughter (Regie)
- 1944: Ever Since Venus (Regie und Drehbuch)
- 1945: Eadie Was a Lady (Regie)
- 1945: Boston Blackie Booked on Suspicion (Regie)
- 1945: ston Blackie's Rendezvous (Regie)
- 1945: The Gay Senorita (Regie)
- 1945: Prison Ship (Regie)
- 1946: Junior Prom (Regie)
- 1946: Freddie Steps Out (Regie)
- 1946: High School Hero (Regie und Drehbuch)
- 1946: Betty Co-Ed (Regie und Drehbuch)
- 1947: Vacation Days (Regie)
- 1947: Little Miss Broadway (Regie und Drehbuch)
- 1947: Sweet Genevieve (Regie und Drehbuch)
- 1947: Two Blondes and a Redhead (Regie)
- 1948: Glamour Girl (Regie)
- 1948: Mary Lou (Regie)
- 1948: I Surrender Dear (Regie)
- 1949: An Old-Fashioned Girl (Regie, Drehbuch und Produktion)
- 1949: Shamrock Hill (Regie und Produktion)
- 1949: Manhattan Angel (Regie)
- 1949: There's a Girl in My Heart (Regie, Drehbuch und Produktion)
- 1955: Secret File, U.S.A. (Fernsehserie; Regie, Drehbuch und Produktion)
- 1955: Assignment Abroad (Regie und Produktion)
- 1958: Life Begins at 17 (Regie)
- 1959: The Last Blitzkrieg (Regie)
- 1959: Juke Box Rhythm (Regie)
- 1962: Der Todeskandidat (The Quare Fellow; Regie und Drehbuch)
- 1966: 10.32 (Regie und Drehbuch)
- 1967: Wir... die Wilden vom Sunset Strip (O: Riot on Sunset Strip; Regie)
- 1967: The Love-Ins (Regie und Drehbuch)
- 1968: For Singles Only (Regie und Drehbuch)
- 1968: A Time to Sing (Regie)
- 1968: The Young Runaways (Regie)